# Волощак, Андрей Васильевич
Андрей Васильевич Волощак (укр. Андрі́й Васи́льович Волоща́к; 31 августа 1890 — 6 августа 1973) — украинский советский поэт, участник ряда литературных объединений, в частности «Горно». Псевдонимы: Василь Бойко, Іван Кос, А. Туга.

## Биография
Родился в семье малоземельного крестьянина, при этом всем шестерым детям отец постарался дать наилучшее образование. Окончив сельскую школу, поступил в гимназию в Перемышле. В 1912 закончил обучение и в том же городе работал помощником адвоката. Во время Первой мировой войны был призван в австро-венгерское войско. Воевал в украинском подразделении на восточном фронте, в Галиции, где в конце лета 1914 года российские войска нанесли поражение австро-венгерским. 24 августа 1914 года был ранен пулей в лицо и потерял зрение, уже после ранения ему присвоили воинское звание хорунжего (по уточнённым данным капрала). С тех пор два года находился в Вене на стационарном лечении в госпитале для раненых военных.
13 октября 1916 года переезжает в Прагу, записывается на философский факультет Карлова университета, где изучает славянскую филологию. Чтобы быть ближе к семье, 19 октября 1918 года становится студентом факультета Львовского университета. Одновременно всё это время лечится.

## Память
- Упоминается в энциклопедии «История городов и сёл Украинской ССР».[1]
- В 1979—2024 годах в его честь была названа улица[укр.] во Львове. 4 июля 2024 года сессией Львовского городского совета принято решение декоммунизировать улицу, переименовав оную в честь преподавателя на курсах абвера и председателя СБ ОУН — Н. В. Арсенича.[2][3]

## Публикации
- Рідний край. Л., 1949;
- Вибране. К., 1961;
- Спалахи й горіння. К., 1971;
- З верха на верх. Л., 1974;
- Довбушеві скарби: Казка-поема. Л., 1976;
- Акварелі та обертони: Лірика. Л., 2003.